# Jason Castriota
Jason Castriota (White Plains, 1974) è un designer statunitense, operante nel settore automobilistico, ex  responsabile del centro stile Saab.

## Biografia

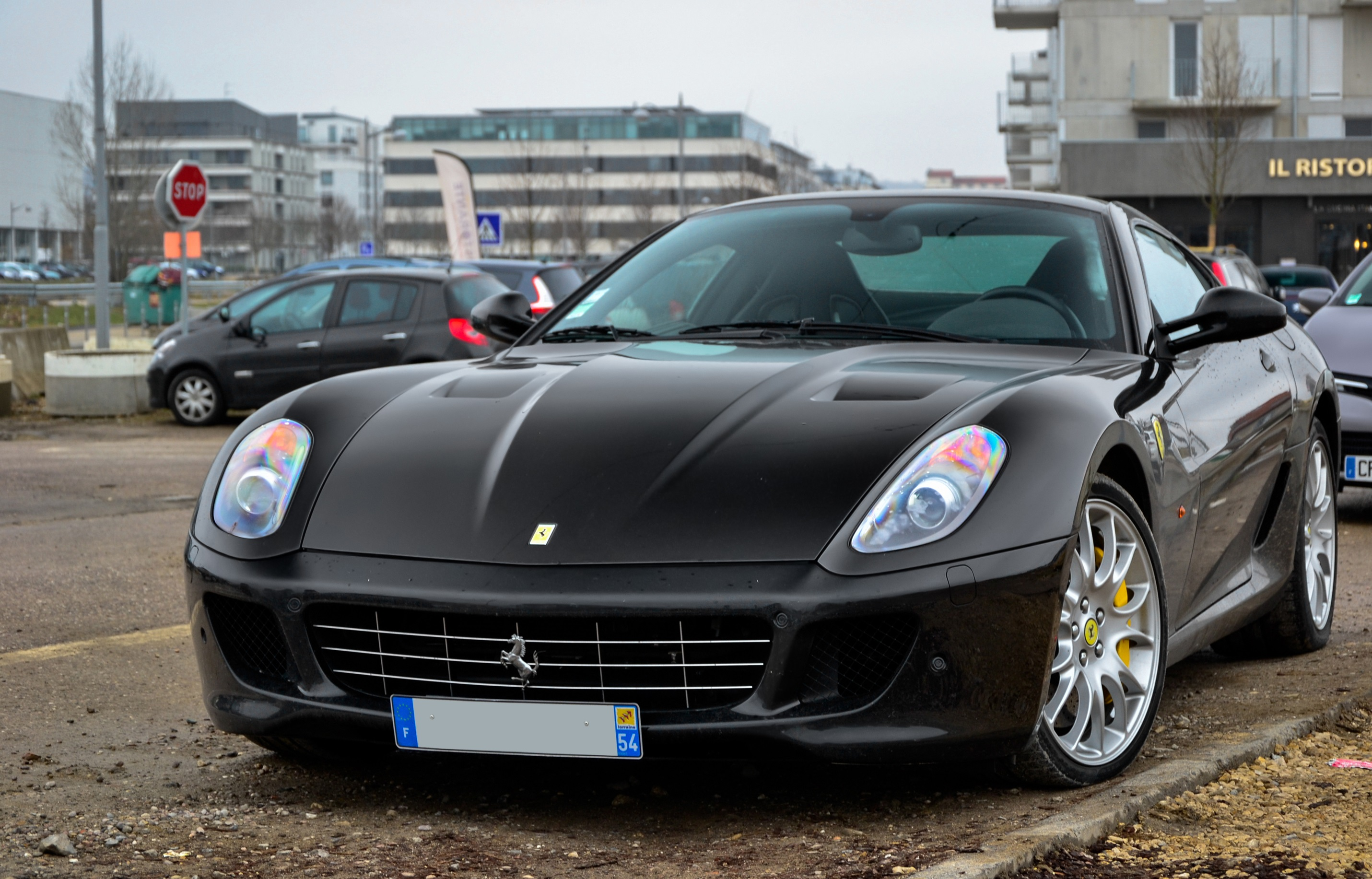
Ferrari 599 GTB Fiorano, una delle opere più note del designer statunitense

Cresciuto a Greenwich nel Connecticut, si laurea all'Emerson College di Boston. Entra in Pininfarina per un tirocinio di specializzazione, e vi resta rinunciando agli studi negli Stati Uniti. A Torino lavora sotto la guida di nomi molto importanti del design dell'automobile, come Ken Okuyama e Lowie Vermeersch. Il suo nome appare in vetture di produzione molto prestigiose realizzate dalla Pininfarina come la Maserati GranTurismo e la Ferrari 599 GTB Fiorano.
Partecipa, sempre per l'azienda torinese, anche alla realizzazione di prototipi e concept car come la Maserati Birdcage 75th, ma anche della fuoriserie Rolls Royce Hyperion. 

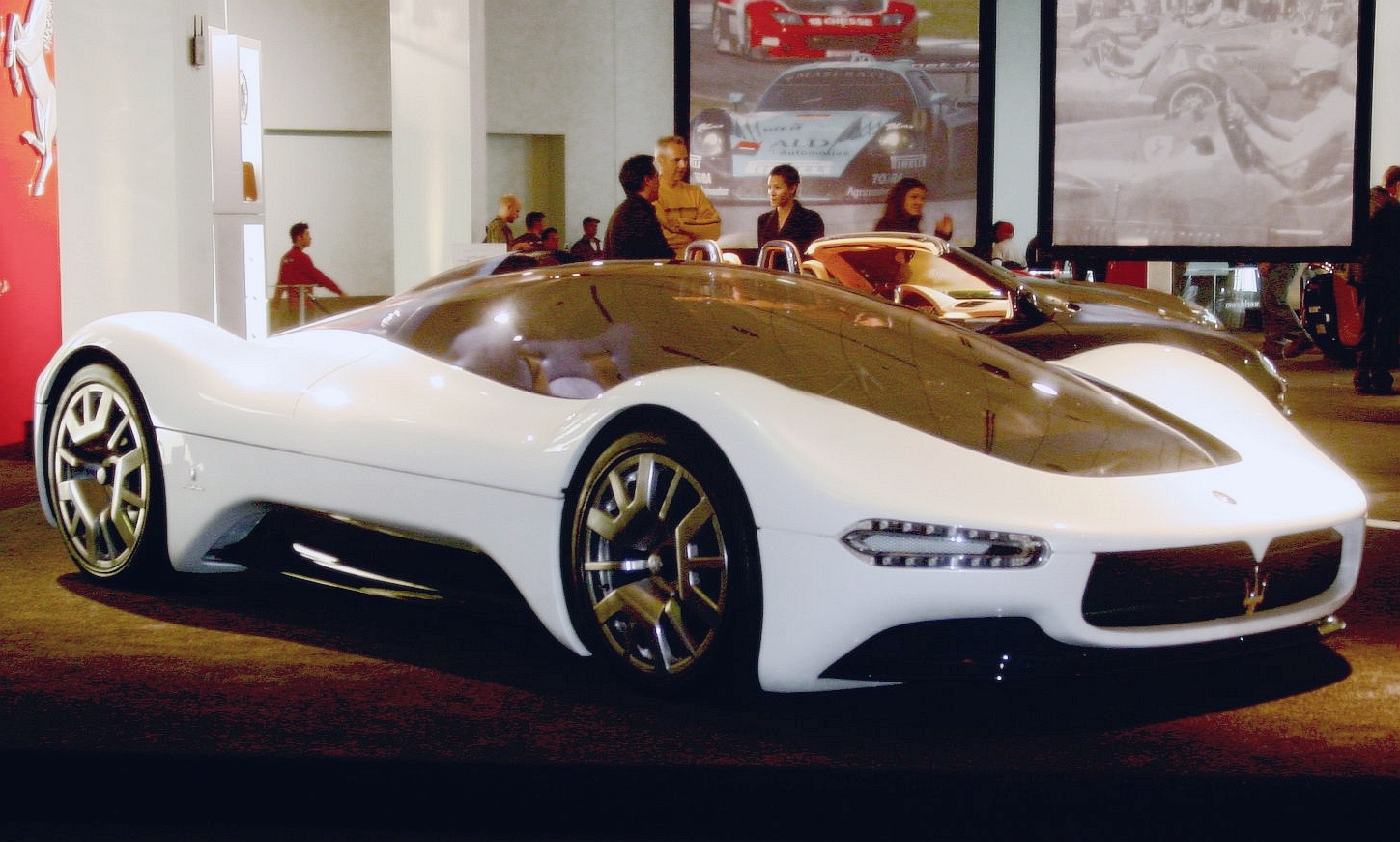
Maserati Birdcage 75th, uno dei prototipi più rappresentativi di Castriota

Il ruolo più prestigioso all'interno della carrozzeria torinese è stato sicuramente quello di capo designer di due progetti di fuoriserie ovvero la Ferrari P4/5 sotto committenza del collezionista americano James Glickenhaus, e la Ferrari 612K per il collezionista Peter Kalikow.
Nel settembre 2008, lascia la Pininfarina per diventare design director della Bertone a partire dal 1º dicembre. Il primo e unico progetto realizzato per Bertone è il concept Bertone Mantide reso ufficiale al pubblico in data 20 aprile 2009.
In data 19 giugno 2010, Jason Castriota ha firmato un contratto con la Saab come responsabile del design del marchio scandinavo, il suo posto alla Bertone è stato preso da Mike Robinson.
Nel 2014, si è unito a una piccola azienda di progettazione di prodotti a New York, la Skylabs.